# Saint-Samson (Guernesey)
Pour les articles homonymes, voir église Saint-Samson.

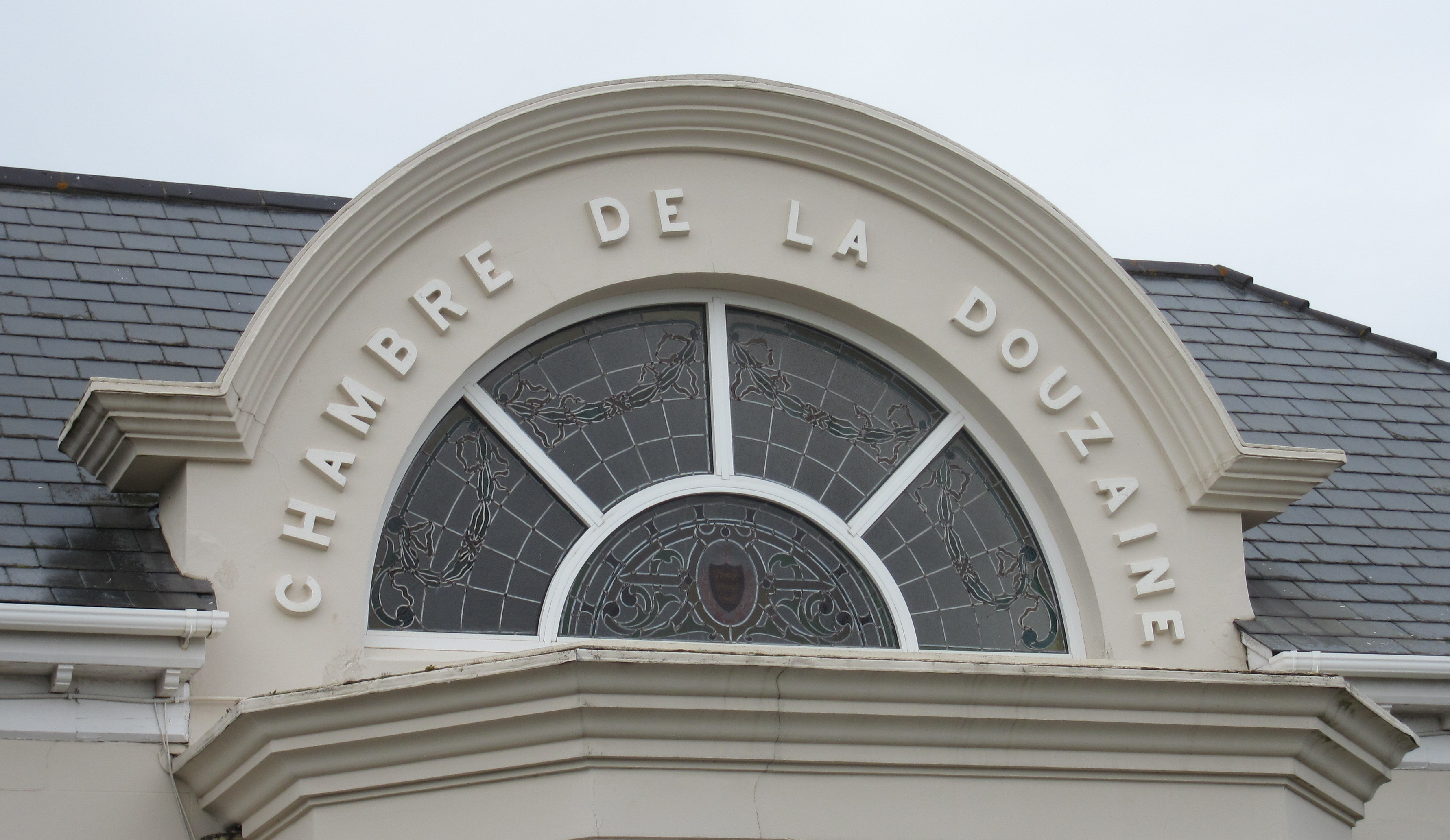
Salle du conseil municipal paroissial dans la Chambre de la Douzaine de Saint-Samson.

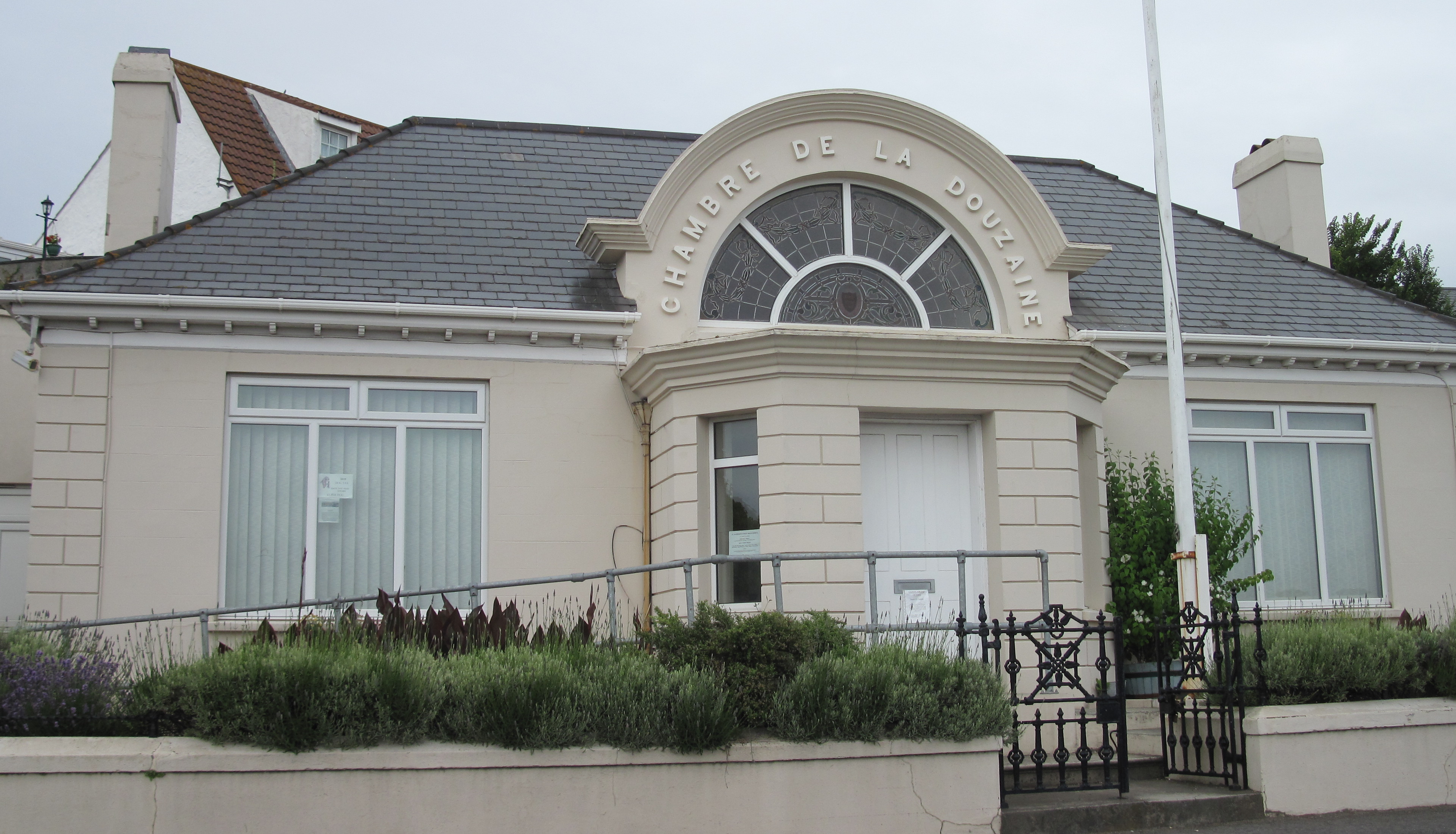
Bâtiment de la Chambre de la Douzaine de la paroisse de Saint-Samson.

Saint-Samson (Saint Samsaon en guernesiais, anglicisé St Sampson) est une paroisse du bailliage de l'île anglo-normande de Guernesey dans la Manche.

## Géographie
Cette paroisse se situe au nord de l'île, se composant de 2 parties non contiguës séparées par la partie méridionale de celle du Valle.
Saint-Samson est le deuxième port de l’île, avec une implantation industrielle et les réservoirs de carburant.

## Toponymie
C’est là que (Saint) Samson de Dol aurait débarqué en vue de christianiser les insulaires.

## Monuments
- Château des Marais ;
- la plus ancienne église de l’île.

## Divers
Saint-Samson héberge :
- la prison ,
- les studios guernesiais de Channel Television (CTV)  ,
- un grand terrain pour les activités sportives.

## Administration
| Période                                             | Identité | Qualité |
| --------------------------------------------------- | -------- | ------- |
| Années ?                                            | ?        | ?       |
| Les données antérieures ne sont pas encore connues. |          |         |

## Paroisses limitrophe
- Le Valle, essentiellement ;
- une autre au sud[Laquelle ?].